# Szedlák Mátyás
Szedlák Mátyás (Magyarország, 1821 – ?) magyar honvédtüzér hadnagy az 1848-49-es szabadságharcban, a szabadságharc leverése után emigrált, az emigrációban emigráns társai és Kossuth Lajos ellen fordult, kalandor, a jelekből ítélve 1852-től osztrák hírszerző.

## Életútja
Saját közlése szerint jogot végzett, majd Nagyváradon nevelősködött. Nagyváradon lépett be a szerveződő magyar honvédseregbe. A tüzérséghez került, hamarosan tüzérmester, majd honvédtüzér hadnagy lett. 1849-ben a radikálisokkal, az úgynevezett "vörös republikánusokkal" szimpatizált, emigrációja első éveiben is tartotta még a kapcsolatot a radikális meggyőződésű honvédtisztekkel.
Hamburgon át New Yorkba vezetett az útja, s ott az amerikai magyar emigránsoktól pénzt követelt, 1852-ben Kossuth Lajost is fel akarta keresni, de Kossuth, ismerve Szedlák „hírnevét”, nem fogadta, ezek után Szedlák élesen kezdte Kossuth Lajost is szidalmazni és rágalmazni. Kapóra jött Szedláknak az osztrákok által támogatott harmadrendű New York-i angol nyelvű sajtó („Courier and Inquirer”), amelyben megjelenhettek a Kossuth Lajost és a magyar emigránsokat támadó írásai. A magyar emigráció vezetői visszautasították Szedlák vádjait a New York Times 1852. május 21-i számában, majd nagygyűlésen hoztak megbélyegző határozatot Szedlák Mátyás ellen, ezt nyilatkozatban tették közzé, ezen nyilatkozatot számos New Yorkban tartózkodó magyar emigráns aláírta ugyancsak 1852 májusában, s a később megjelent Magyar Száműzöttek Lapjában is közzétették.
Szedlák helyzete az amerikai magyar emigránsok közt egyre tarthatatlanabbá vált, kivetették maguk közül. Perczel Miklós tudomása szerint Bárdy Rudolf néhány emigráns társával a New York-i magyar imaházban meg is botozta Szedlákot az egyik Kossuth-ellenes cikk miatt, ez is májusban történt. Szedlák az amerikai osztrák követséghez fordult, s hazautazási engedélyt kért, rendkívül gyanús, hogy meg is kapta, de magyarázatot kapunk, mihelyt látjuk, hogy Londonba vezetett útja Bangya Jánoshoz. Bangyáról pedig tudható, hogy ebben az időben az osztrák kémszolgálat fizetett ügynöke volt. Szedlák visszaemlékezéseiben ír arról, hogy Bécsben Kempen rendőrfőnök hallgatta ki, kiváló ellátásban volt része, s egy hét múlva már szabadon is engedték. A krími háború kitörésekor Londonba utazott, beállt az angol-svájci légióba, amellyel Szmirnába ment. A krími háború után Konstantinápolyon, Bulgárián, Havasalföldön át hazaérkezett Pestre.
1861-ben beállt az itáliai magyar légióba, nem lehet tudni, hogy belépése önkéntes volt-e vagy az osztrák titkorendőrség megbízása. Pestre porosz útlevéllel jött, de Veronában elfogták, furcsa módon hamar elengedték. Szedlák Kossuth Lajos elleni támadásait továbbra is folytatta, Kossuth Lajos 1894-ben bekövetkezett halála után is, nyilvánvalóan ekkor már támadásai Kossuth Lajos fia, Kossuth Ferenc és pártja ellen irányult. Kossuth-ellenes röpiratai, újságcikkei még Kossuth Lajos életében kerültek nyilvánosságra német és angol nyelven. Hírhedt kötetei Kossuth Lajos halála után jelentek meg magyar nyelven. Ezen kötetek is forrásként szolgálnak az 1848-49-es magyar szabadságharc leverését követő, emigrációban szenvedő magyar honvédekről, akik segélyt szerettek volna kapni Kossuth Lajostól, de mint tudjuk, Kossuth közpénzként kezelte az amerikai adományokat, s azt fegyvergyártásra fordította.

## Kötetei (válogatás)
- Enthüllungen aus der Zeit der ungarischen Revolution und Emigration. 1848-1861 / Szedlák. Hely, kiadó nélkül; 1887.
- Enthüllungen aus der Zeit der ungarischen Revolution und Emigration. 1848-1861 / Szedlák Mathias. Budapest; Szent Gellért Ny, [1897] 153, [3] p.
- Leleplezések a magyar szabadságharcz és a magyar emigráczió idejéből. 1848-1861 / Szedlák Mátyás. Budapest; Szt.-Gellért Ny., [1897] 130 p.[2]
- A valódi Kossuth-gyalázók és a sajtó parazitái vagyis a született gazemberek / Szedlák Mátyás. Budapest; Bagó M., 1901. 16 p.[3]